# Paul-Schneider-Straße (Weimar)

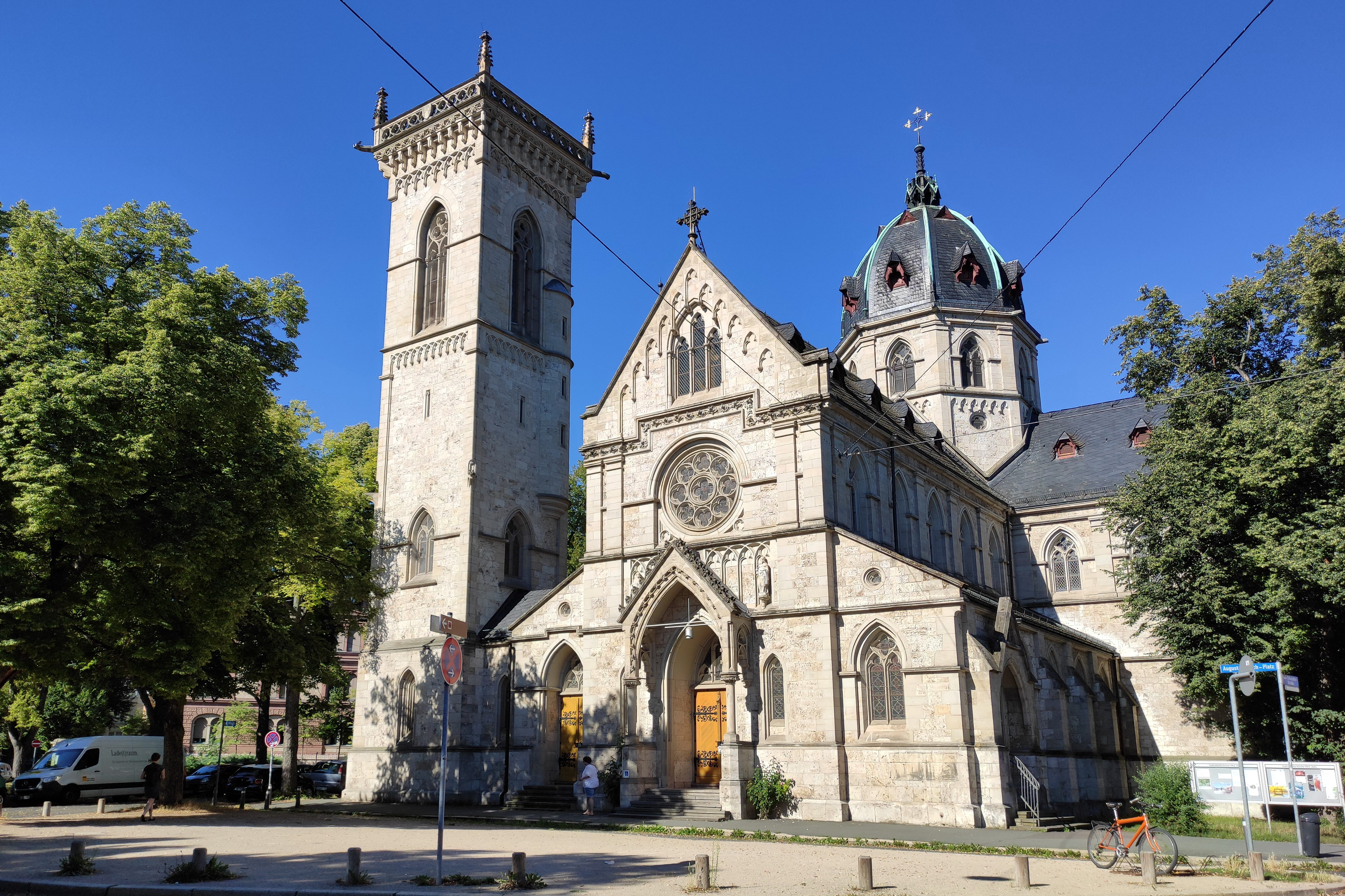
Herz-Jesu-Kirche

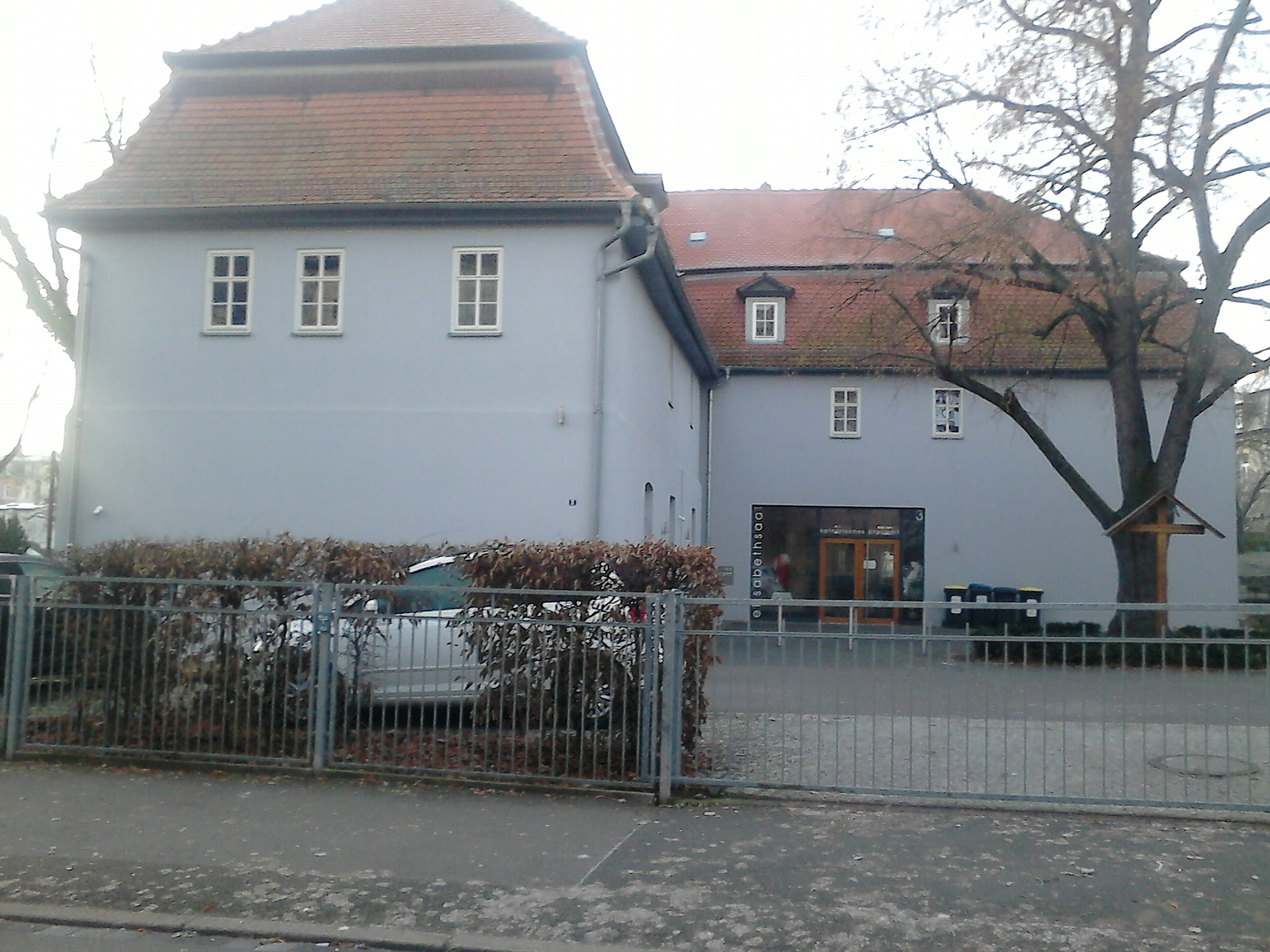
Lottenmühle in Richtung Paul-Schneider-Straße

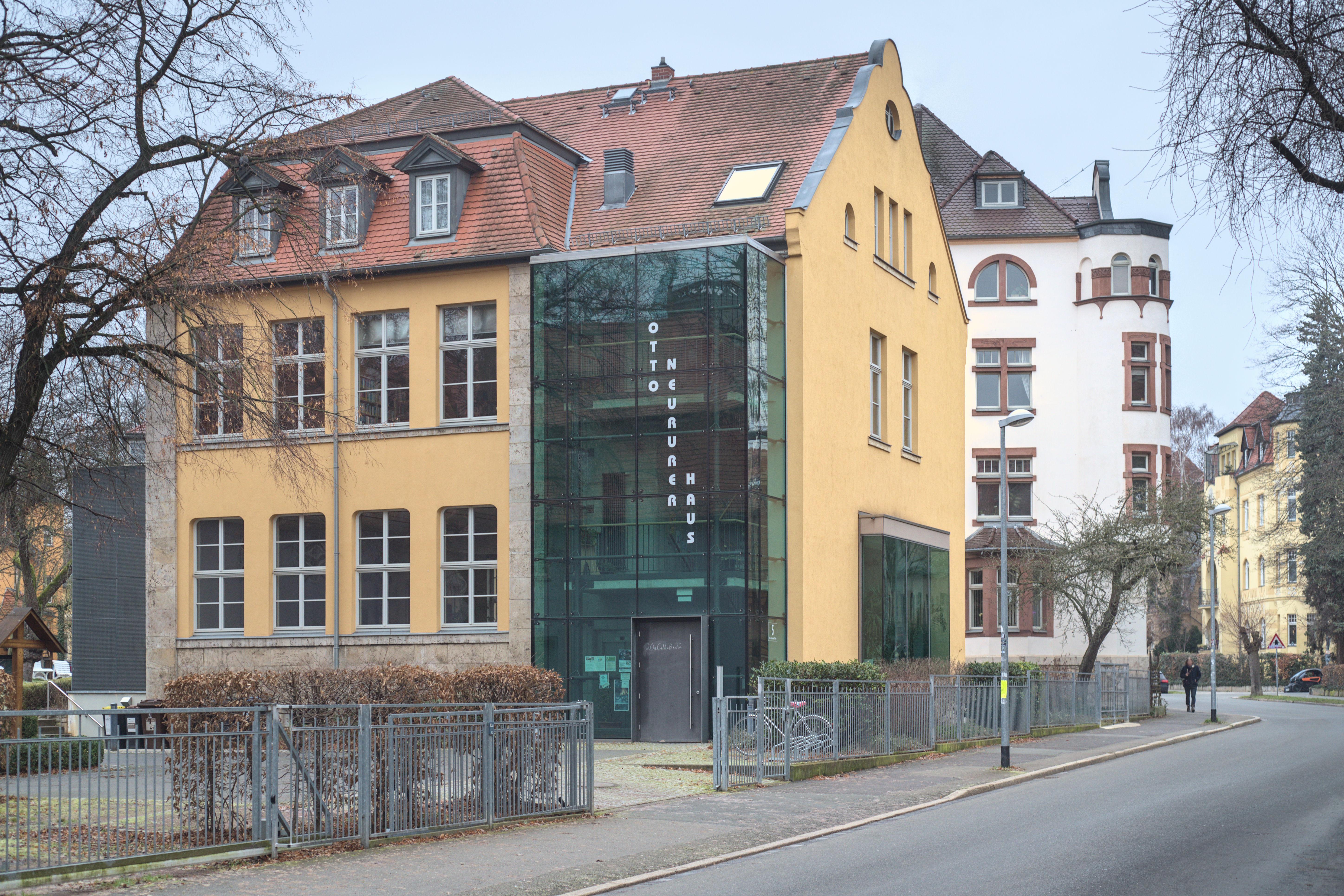
Otto-Neururer-Haus

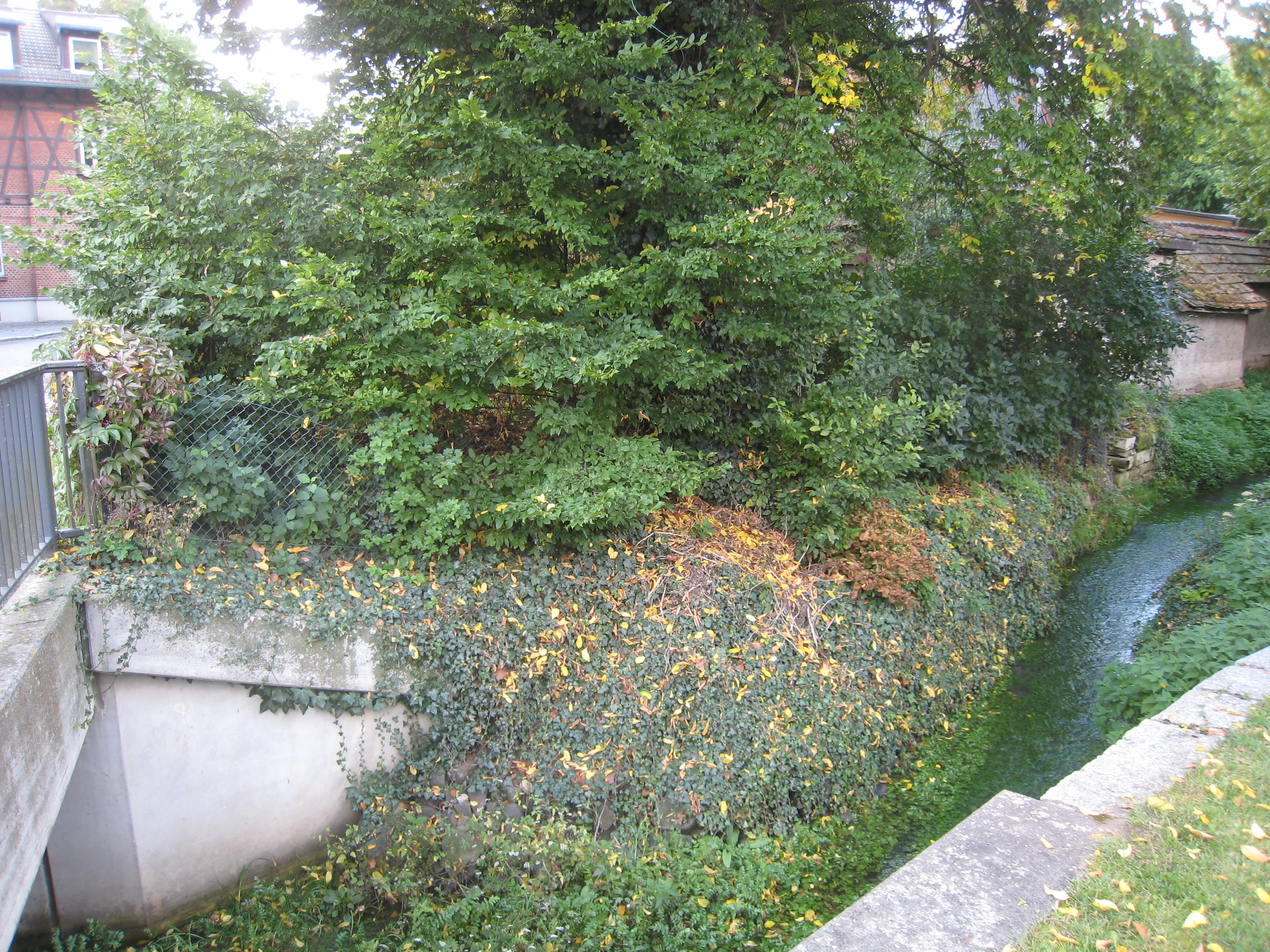
Lottenbach beim Haus Paul-Schneider-Straße 68

Die Paul-Schneider-Straße verläuft zwischen dem August-Frölich-Platz in der Weimarer Westvorstadt und dem Kirschbachtal, wo sie auf die Damaschkestraße trifft.
Mit ihren kurzen Querstraßen bildet sie den nördlichen Abschluss des statistischen Stadtbezirks Schönblick
Sie wurde am 12. September 1954 nach dem evangelischen Pfarrer Paul Schneider, dem „Prediger von Buchenwald“, benannt. 
Zuvor trug sie ab dem Jahr 1882 den Namen Brauhausstraße. Ab 1889 hieß sie Lottenstraße, ab 1907 Kaiserin-Augusta-Straße, seit 1942 nochmals Lottenstraße, wobei bereits ein Teil der Lottenstraße zwischen August-Frölich-Platz und Sophienstiftsplatz am 20. Mai 1933 in die heutige Hoffmann-von-Fallersleben-Straße umbenannt wurde.
Einige Wohnhäuser der Paul-Schneider-Straße stehen auf der Liste der Kulturdenkmale in Weimar (Einzeldenkmale). Neben der Herz-Jesu-Kirche, Paul-Schneider-Straße 1, und dem benachbarten katholischen Pfarramt in der Lottenmühle, Paul-Schneider-Straße 3, betrifft dies die Gebäude mit den Hausnummern 7, 10, 11, 12, 13, 19 sowie 52. Letztgenannte Hausnummer ist das "Haus Ehrensperger". Außerdem steht die Paul-Schneider-Straße mit 1 – 21 (ungerade Nummern), 2–28 (gerade Nummern) auf der Liste der Kulturdenkmale in Weimar (Sachgesamtheiten und Ensembles) für den Bereich der südwestlichen Stadterweiterung. Auch das Otto-Neururer-Haus in der Paul-Schneider-Straße 5 ist architektonisch interessant. Benannt wurde es nach dem katholischen Pfarrer Otto Neururer, der ebenfalls in Buchenwald umgekommen war. Vor der Paul-Schneider-Straße 4 sind für Paul, Lena und Peter Eichenbronner Stolpersteine eingelassen. Vor der Paul-Schneider-Straße 44 erinnern Stolpersteine an die Familie Bromberg.
Am Haus Paul-Schneider-Straße 68 ist der Lottenbach noch sichtbar, bevor er dort in die Verrohrung fließt. Im Oktober 2020 wurde nahe dieser Stelle ein Kinderspielplatz eingeweiht. Dort kreuzt die Martersteigstraße die Paul-Schneider-Straße.

## Varia
Das Informations- und Dokumentationszentrum der Paul-Schneider-Gesellschaft e.V. sitzt der Hoffmann-von-Fallersleben-Straße 4. Es sind Halteplätze an der Paul-Schneider-Straße des Zentralen Omnibusbahnhofs direkt am ZOB außer dem Bereich in der Hoffmann-von-Fallersleben-Straße vorhanden.